# Stichomythie
Les stichomythies (en grec ancien : στιχομυθία, stichomythía) sont des échanges verbaux rapides, vifs, en prose ou en vers, généralement, qui marquent une accélération dans le dialogue,. Les vers qui la composent sont à l'origine de taille égale, mais le temps a distendu cette règle pour aboutir à des stichomythies de taille parfois inégale. Les stichomythies en tant que procédé littéraire trouvent leur origine dans le théâtre grec antique et continuent d'être utilisées aujourd'hui. Il peut arriver que les répliques qui se succèdent aient une taille inférieure au vers ; aussi certains parlent-ils d'hémistichomythie, et renvoient en fait à la figure de l’antilabè.

## Histoire de la stichomythie

### Une origine dans la dramaturgie antique
Les dramaturges grecs ont recours à la stichomythie dans différents contextes et marquent souvent la croissance en intensité des sentiments au cours d'une scène en passant de la tirade à la stichomythie. Les stichomythies témoignent de l'opposition irréductible entre deux personnages, qui représentent des polarités opposées dans leur manière d'être, de faire ou de penser. Les auteurs grecs écrivent des vers de stichomythies les plus courts possibles afin de ne pas diluer le dynamisme, voire la férocité, de l'échange, ce que les auteurs postérieurs reprendront.
Sophocle montre ainsi l'exaspération croissante d'Œdipe devant le refus de Tirésias de lui révéler ce qu'il sait (Œdipe roi, scène II). Aristophane, dans Les Nuées, les utilise pour marquer l'affrontement dichotomique entre le Raisonnement juste et le Raisonnement injuste. Euripide est celui qui emploie le plus cette technique littéraire. Sénèque y a recours de façon assez rhétorique dans ses tragédies.
La stichomythie est analysée par le philosophe de la littérature et auteur allemand Friedrich Hölderlin comme une partie intégrante de la tragédie et du pathos qu'elle génère. Il qualifie la tragédie de « véritable assassinat par les mots » dans ses notes sur Antigone, faisant référence aux dialogues violents entre Antigone et Créon.
Par ailleurs, l'analyse littéraire des textes en grec ancien a souligné le rôle unique joué par les particules grecques dans les stichomythies de l'époque. Ces petites particules, très courantes dans la langue grecque, comme men, ge, kai, de, gar, alla, oun, te, kai ge, kai men (« sûrement », « oui », « mais », « au moins », « en fait », « vraiment », « même si », « d’autre part », « en effet », « bien sûr », « même »), permettent de décrire en peu de lettres l'humeur ou l'attitude de la personne qui déclame le vers. Les philologues allemands qualifient l'effet de l'insertion de ces particules dans les vers de stichomythies de « färbung », c'est-à-dire de « coloration », car elles permettent de donner une connotation au vers.

### Une fécondité importante dans la littérature du Moyen Âge et de la Renaissance
Dans Le Jeu d'Adam, qui est la première pièce connue du répertoire dramatique français, l'utilisation de stichomythies est déjà remarquable. Elle est utilisée au couplet 689 – 690, lors de l'échange verbal entre Abel et Caïn : 

« Caïn : La prove est pres.
Abel : Deus m’aidera !
Caïn : Je te occirai ades.
Abel : Deu le savra   . »

Le procédé est utilisé régulièrement dans la littérature européenne médiévale.
La technique est perpétuée par les dramaturges de la Renaissance comme Robert Garnier, qui l'utilise neuf fois dans sa reprise d'Antigone. Il écrit ainsi, par exemple : 

« Nourrice — Qui meurt pour le pays vit éternellement.
Porcie — Qui meurt pour des ingrats meurt inutilement. »

La stichomythie commence à ne plus être utilisée uniquement pour représenter le heurt de deux volontés. Elle se trouve assez souvent dans des passages qui ne comportent ni violence, ni aigreur, ni même intérêt passionné pour une décision dont dépend immédiatement une action. Elle peut se réduire à une discussion sur des principes ou sur des faits qui n'ont pas de rapport étroit avec l'action de la pièce. C'est par exemple le cas dans Tyr et Sidon, de Jean de Schelandre.
Elle apparaît chez les auteurs baroques comme William Shakespeare, qui, dans ses comédies, l'utilise souvent pour mettre en scène le badinage amoureux, auquel elle donne une grande légèreté mais aussi une certaine tension ironique (les dialogues entre Biron et Rosalind dans Peines d'amour perdues, entre Katarina et Petruchio dans La Mégère apprivoisée). Dans les tragédies et les pièces historiques, Shakespeare s'inspire parfois de la stichomythie antique, notamment dans le célèbre passage du cortège funèbre de Richard III où le procédé, tout en demeurant assez rhétorique, donne une intensité particulière à la confrontation  entre Anne et l'assassin de son mari (acte I, scène ii). Dans Hamlet, la stichomythie apparaît très naturellement dans les dialogues où le prince joue la déraison en imitant de façon bouffonne les phrases de son interlocuteur (acte III, scène iv).
Jean Racine est remarquable comme auteur du théâtre classique français car il recourt très peu à ce procédé. Certains analystes ont émis l'hypothèse que les stichomythies étaient passés de mode lorsque Racine commence à écrire. On retrouve ainsi deux passages de stichomythies chez l'auteur. L'un de ces passages est dans l'Iphigénie, lors de la scène des retrouvailles entre le personnage éponyme et son père. Cette scène, très propice à la stichomythie, en est abondamment l'objet chez Euripide et chez Jean de Rotrou (stichomythie sur 38 répliques chez le premier, et sur 26 sur le second). Racine, lui, ne l'utilise que pour 8 répliques. Rotrou mobilise plus dans ses écrits ce procédé que Racine.

### Les stichomythies dans la modernité
Bien que le théâtre moderne ne soit plus écrit en vers, on retrouve des formes de dialogue rapide qui évoquent la stichomythie chez des auteurs comme Samuel Beckett (En attendant Godot). Elle reste un objet de recherche littéraire. Le philologue Ernst-Richard Schwinge procède ainsi, à partir des écrits d'Euripide, à une classification de ses stichomythies en trois groupes : les stichomythies de type Beredung (persuasion), Erzählung (narration) et Bühnenhandlung (action scénique). Il se démarque ainsi de l'analyse d'Adolf Gross, qui utilisait le critère de l'intensification du pathétique pour définir les stichomythies.
Les conséquences de l'utilisation des nouvelles technologies de la communication sur le langage et sa construction ont fait l'objet d'amples recherches à partir du début du XXIe siècle. Dans son article "Incidences des nouvelles technologies de la communication sur le langage", la psychologue Dina Germanos Besson remarque comme corollaire de la communication instantanée l'utilisation fréquente de stichomythies, qui est d'autant plus importante que l'individu ressent le besoin pressant de partager, en toutes circonstances, ses impressions, ses sentiments et ses  sensations. Ne recevant pas de réponse immédiate à son message, qu'elle interprète comme une demande d'attention, l'individu ressent une frustration insoutenable qui se traduit par plus de stichomythies.

## Techniques de la stichomythie

### Une gradation dans la violence
Dans Le Cid, au cours de la fameuse scène de confrontation entre le vieux Don Diègue, père du Cid, et le père de Chimène, jaloux de la promotion qui vient d'être accordée à son rival, la montée de la violence se traduit par un passage de stichomythie qui précède la gifle finale : 

« Le comte — Ce que je méritais, vous l’avez emporté.
Don Diègue — Qui l’a gagné sur vous l’avait mieux mérité.
Le comte — Qui peut mieux l’exercer en est bien le plus digne.
Don Diègue — En être refusé n’en est pas un bon signe. »

### L'accélération finale d'une confrontation verbale
Les stichomythies peuvent également être de courtes phrases en fin de disputes quand le dialogue ne suffit plus. Dans ce cas, ils peuvent être suivis d'un duel.

« Le comte - Ne le méritait pas, moi ? 
Don Diègue - Vous.
Le comte. -                                           Ton impudence, 
Téméraire vieillard, aura sa récompense. (Il lui donne un soufflet) »

### Un procédé comique
Dans Les Caprices de Marianne, à la scène 1 de l'acte II, Musset détourne la forme classique de la stichomythie pour créer un échange comique entre les personnages de Claudio et d'Octave.
Hartmann von Aue, dans le poème narratif bas-allemand Erec, utilise une stichomythie pour parodier un verset biblique de l’Évangile selon Jean (« Sans moi, vous ne pouvez rien faire », 15, 5), lorsque le narrateur, qui se prend pour Dieu, réutilise le verset au beau milieu de la description d'une selle.

### Une disjonction de la parole qui marque une absurdité
Le théâtre de l'absurde de Jean Genet recèle de nombreuses stichomythies, notamment dans le dénouement des Bonnes, où elles permettent de mettre en exergue l'absurdité de la mort de Claire :  

« Solange, hésitant — Mais...
Claire — Je dis ! mon tilleul.
Solange — Mais, Madame...
Claire — Bien. Continue.
Solange — Mais, Madame, il est froid.
Claire — Je le boirai quand même. Donne. »

## Exemples de stichomythies

### Molière,Le Misanthrope, Acte I, scène 2
- Oronte : Et moi, je vous soutiens que mes vers sont fort bons.
- Alceste Pour les trouver ainsi, vous avez vos raisons / Mais vous trouverez bon que j’en puisse avoir d’autres / Qui se dispenseront de se soumettre aux vôtres.
- Oronte : Il me suffit de voir que d’autres en font cas.
- Alceste : C’est qu’ils ont l’art de feindre ; et moi, je ne l’ai pas.
- Oronte : Croyez-vous donc avoir tant d’esprit en partage ?
- Alceste : Si je louais vos vers, j’en aurais davantage.
- Oronte : Je me passerai fort que vous les approuviez
- Alceste : Il faut bien, s’il vous plaît, que vous vous en passiez.
- Oronte : Je voudrais bien, pour voir, que, de votre manière / Vous en composassiez sur la même matière.
- Alceste : J’en pourrais, par malheur, faire d’aussi méchants  / Mais je me garderais de les montrer aux gens.
- Oronte : Vous me parlez bien ferme ; et cette suffisance…
- Alceste : Autre part que chez moi cherchez qui vous encense.
- Oronte : Mais, mon petit monsieur, prenez-le un peu moins haut 
- Alceste : Ma foi, mon grand monsieur, je le prends comme il faut.

### Jean Racine,Britannicus, Acte III, Scène 8
- Britannicus : Ainsi Néron commence à ne se plus forcer.
- Néron : Néron de vos discours commence à se lasser.
- Britannicus : Chacun devait bénir le bonheur de son règne.
- Néron : Heureux ou malheureux, il suffit qu’on me craigne.
- Britannicus : Je connais mal Junie, ou de tels sentiments / Ne mériteront pas ses applaudissements.
- Néron : Du moins, si je ne sais le secret de lui plaire, / Je sais l’art de punir un rival téméraire.
- Britannicus : Pour moi, quelque péril qui me puisse accabler, / Sa seule inimitié peut me faire trembler.
- Néron : Souhaitez-la ; c’est tout ce que je puis vous dire.
- Britannicus : Le bonheur de lui plaire est le seul où j’aspire.
- Néron : Elle vous l’a promis, vous lui plairez toujours.
- Britannicus : Je ne sais pas du moins épier ses discours. / Je la laisse expliquer sur tout ce qui me touche, / Et ne me cache point pour lui fermer la bouche.
- Néron : Je vous entends. Eh bien ! gardes !